# Hülsenmaischung
Die Hülsenmaischung (franz.: macération pelliculaire) ist eine önologische Methode mit dem Zweck, aus den Hülsen der Weinbeeren Geschmacksstoffe, Aromavorstufen und Phenole in den Most zu extrahieren. Das Verfahren findet insbesondere bei der Weißweinbereitung Anwendung. Sie ist eine angepasste Variante der Maischung, die bei der Bereitung von Rot- und Roséwein zur Anwendung kommt. Trockene Weißweine mit durchlaufener Hülsenmaischung werden häufig als ausgewogen, rund und mit angenehmem Mundgefühl beschrieben. Durch die verstärkte Aromaausbeute werden sie jedoch als nicht immer sortentypisch und weniger fein bewertet.

## Geschichte
Bis in die frühen 1980er Jahre galt bei der Weißweinbereitung ein Kontakt zwischen Most und den Beerenhülsen als unerwünscht. Neben farblichen Fehltönen können auch die unerwünschten Tannine der Beerenschale in den Most übergehen. Andererseits sitzen vielen Aromen und Aromavorstufen der Rebsorte in der Beerenschale. Im Jahr 1986 veröffentlichte Denis Dubourdieu, Professor an der Universität Victor Segalen Bordeaux II und Besitzer des Weinguts Château Doisy Daëne erste Versuchsergebnisse der Hülsenmaischung bei der Bereitung trockener Weißweine.

## Anwendung
Das Lesegut wird abgebeert und leicht gemahlen, da das Auslaugen des Stielgerüsts sonst zu unerwünschten Fehltönen führen würde. Die entstandene Maische wird entweder leicht geschwefelt oder unter ein Schutzgas wie Kohlenstoffdioxid oder Stickstoff gestellt. Bei niedriger Temperatur (5 bis 20 °C) verbleibt der Most während 4 bis 24 Stunden im Kontakt mit den Hülsen und den Kernen. Die niedrige Temperatur verhindert den ungewollten Start der alkoholischen Gärung während der Hülsenmaischung.

## Effekt
Der Most wird durch die Hülsenmaischung mit Phenolen angereichert. Da die Phenole nur bedingt wasserlöslich sind, ist der Anstieg jedoch moderat. Darüber hinaus steigert sie den Gehalt von Aminosäuren, die eine zügige Gärung positiv beeinflussen.
Die Hülsenmaischung führt ebenfalls zu einer Entsäuerung des Mosts. Durch einen höheren Anteil von Kalium nach der Maischung kommt es insbesondere zusammen mit der Weinsäure zu einer vermehrten Bildung von Tartraten. Der damit verbundene Säureabbau liegt meist bei 0,5 g/l (bezogen auf Schwefelsäure), kann aber bisweilen bei über 1,5 g/l liegen. (Achtung: während in Deutschland die Gesamtsäure als Weinsäure berechnet wird, gibt man in Frankreich die Säure in g/l Schwefelsäure an. Der Umrechnungsfaktor zwischen beiden Werten liegt bei 1,53.)
Die Hülsenmaischung wird abgebrochen, ehe größere Mengen der bitteren oder farbgebenden Phenole in den Most gelangen.
Das Lesegut muss gesund und vollreif sein. Faule Beeren führen zum Abbau einer Vielzahl von Aromen. Angewendet wird die Technik häufig bei den Rebsorten Sauvignon Blanc, Sémillon und Riesling aber auch bei einigen Muskateller-Reben wie dem Gelben Muskateller. Die Anwendung bei sehr neutralen Rebsorten bringt kaum eine Verbesserung der Aromatik. Nach der Hülsenmaischung muss die Maische schonend behandelt und gepresst werden, da die Struktur sowohl der Schalen als auch der Kerne bereits leicht geschwächt sind. Es gibt daher spezielle Maischebehälter, die eine anschließende, schonende Entsaftung ohne Umpumpen ermöglichen.